# Indigo-Quadrille
Die Indigo-Quadrille ist eine Quadrille von Johann Strauss Sohn (op. 344). Sie  wurde am 5. März 1871 im Konzertsaal des Wiener Musikvereins unter der Leitung von Eduard Strauß erstmals aufgeführt.

## Einzelnachweis
1. ↑  Quelle: Englische Version des Booklets (Seite 65) in der 52 CDs umfassenden Gesamtausgabe der Orchesterwerke von Johann Strauß (Sohn), Hrsg. Naxos (Label). Das Werk ist als neunter Titel auf der 23. CD zu hören.